# Limnaden

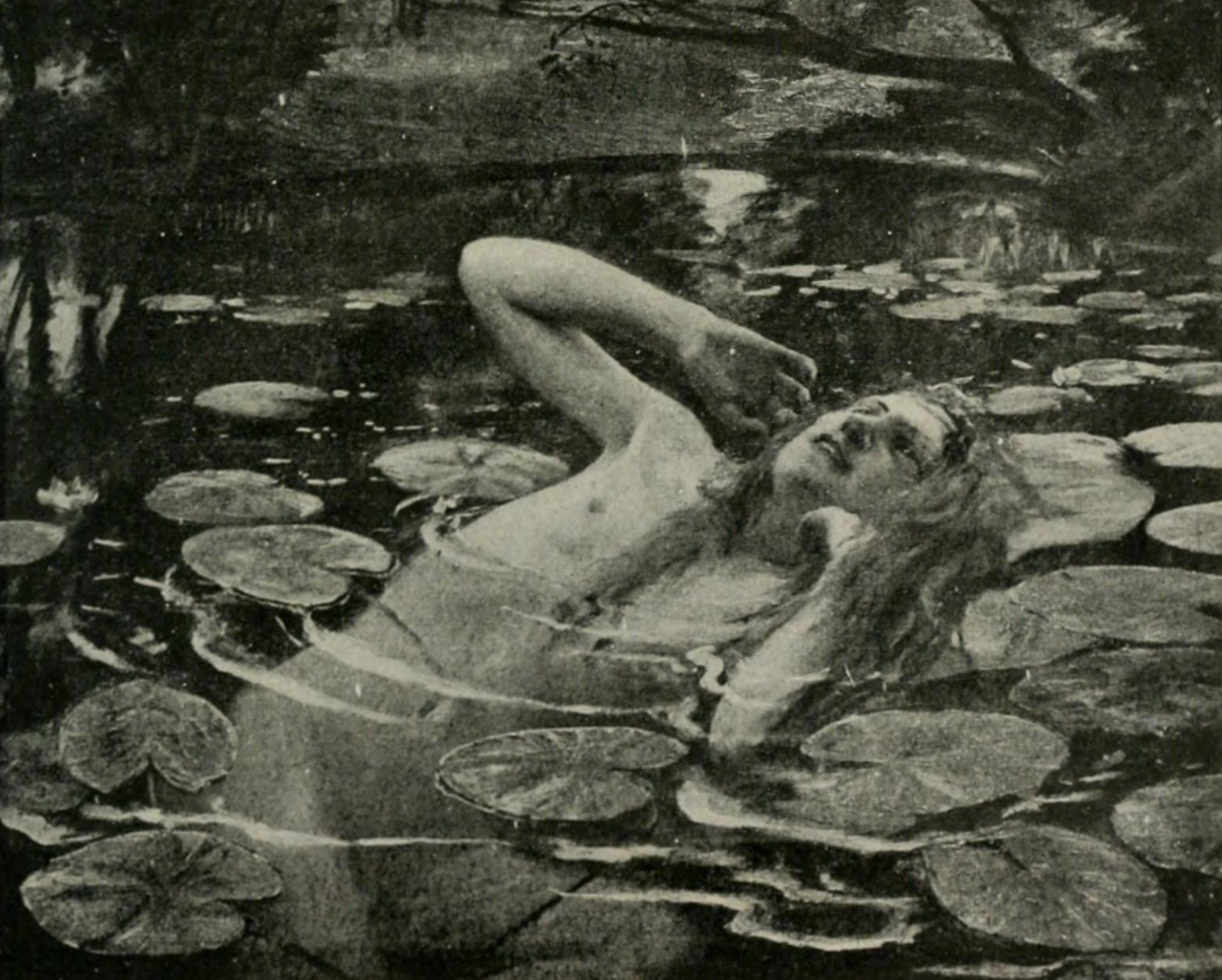
Waternimf tussen de waterlelies, door Gaston Bussière (1901)

De limnaden of leimenides (Grieks: Λιμνάδες, Λειμενίδες) waren in de Griekse mythologie een van de vijf types naiaden, waternimfen. De limnaden waren nimfen van de zoetwatermeren. Hun ouders waren de goden van de rivieren en meren.
Enkele bekende limnaden zijn de Astakides, Bolbe, Limnaee (dochter van de Indische riviergodin Ganges), Pallas (de dochter van Triton), Salmacis en Tritonis.